# Crassula vaillantii
Crassula vaillantii är en fetbladsväxtart som först beskrevs av Carl Ludwig von Willdenow, och fick sitt nu gällande namn av Albrecht Wilhelm Roth. Crassula vaillantii ingår i släktet krassulor, och familjen fetbladsväxter. Inga underarter finns listade i Catalogue of Life.